# Санкт-Петербурзький державний технологічний інститут
Санкт-Петербурзький державний технологічний інститут (технічний університет), СПДТІ — один з провідних вишів Російської Федерації. Заснований 28 листопада (10 грудня) 1828 року у Санкт-Петербурзі, університет існує вже майже два століття, займаючись, в першу чергу, підготовкою кваліфікованих кадрів у галузі хімії, хімічної, нано- та біотехнологій, кібернетики й техніки.

## Історія
Санкт-Петербурзький Практичний Технологічний інститут був заснований 28 листопада (10 грудня) 1828 року за наказом імператора Миколи I. Указ було прийнято з подачі міністра фінансів Є. Ф. Канкріна.
Зокрема у «Положенні про Санкт-Петербурзький Практичний Технологічний інститут» було вказано: 
| рос. Цель Практического Технологического института есть та, чтобы приготовить людей, имеющих достаточные теоретические и практические познания для управления фабриками или отдельными частями оных.[5]. |
|  | Навчання вихованців у теоретичній частині має складатись із таких предметів: - Закон божий; - Чистописання; - Російська мова за правилами граматики, з практичними вправами, скільки потрібно, щоб вихованці могли ясно висловлювати свої думки; - Загальні пізнання географії й огляд Історії; - Начала Природничої Історії; - Малювання загалом й особливо машин, планів, будівель, узорів та прикрас; - Арифметика; - Алгебра до рівнянь; - Геометрія та деяке поняття про практичне вимірювання земель; - Потрібні частини прикладної математики; - Необхідні для ремесел та мистецтв пізнання фізики; - Основні пізнання практичної хімії щодо ремесел та мистецтв; - Курс технології, й особливо тих частин, які найближчим чином стосуються мети започаткування Інституту, як-то: а) красильного мистецтва, б) апертури тканих матерій, в) побудови різного роду машин, і при цьому загальні пізнання тих творів, які складають первинні матеріали фабрик. |

У 1896 році інститут було перейменовано на «Технологічний Інститут Імператора Миколи I».
У 1930 році інститут отримав назву — Ленінградський Червонопрапорний хіміко-технологічний інститут.
У перші ж дні війни, за розпорядженням уряду, частину інституту було евакуйовано до Казані (в середині липня).
У березні 1942 року відбулась друга частина евакуації інституту. 12 березня припинились навчальні заняття.
Заняття відновились після повернення з евакуації інституту з Казани у 1944 році.

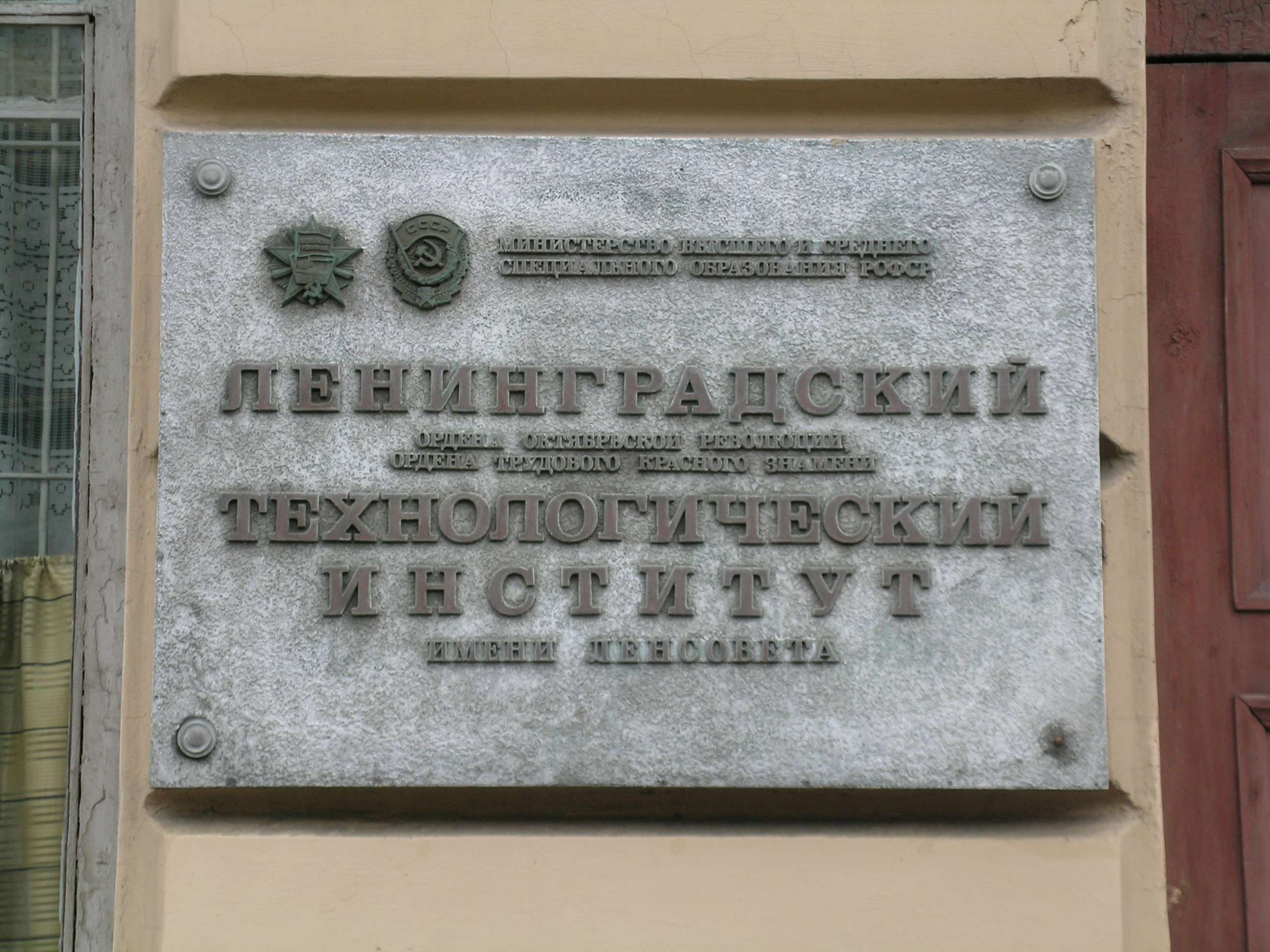
Міністерство вищої та середньої спеціальної освіти РРФСР. Ленінградський Ордена Жовтневої революції, Ордена Трудового червоного прапора Технологічний інститут імені Ленради

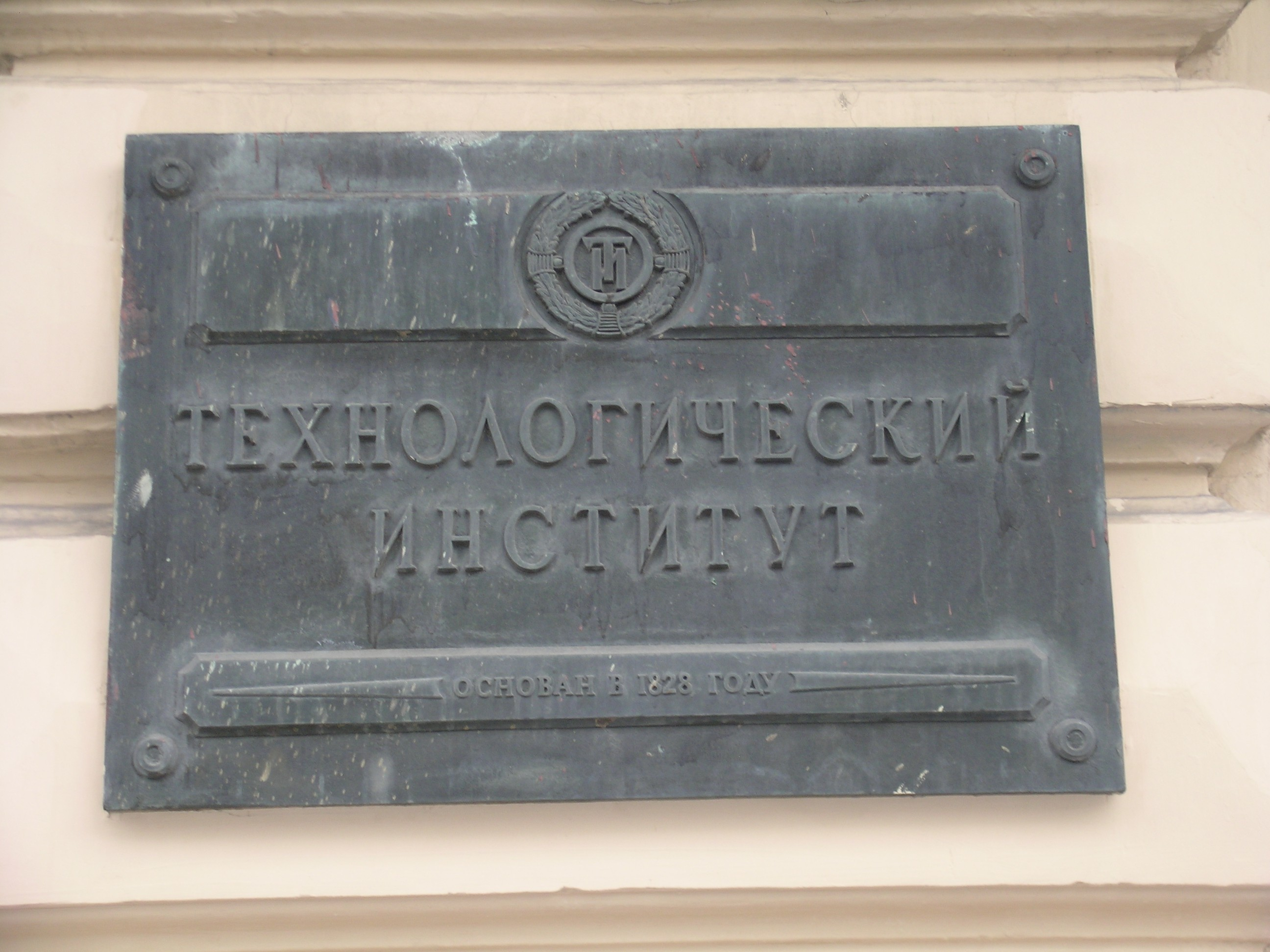
Технологічний інститут.
Заснований 1828 року

### Музей історії інституту
Години роботи: 

Щоденно з 10:00 до 17:00, окрім суботи та неділі. Є екскурсійне обслуговування за попередньою домовленістю..

## Меморіальні дошки
«Технологи-революціонери, державні діячі» (у будівлі):
- Мешаді Азізбеков 1876—1918,
- Михайло Бруснєв 1864—1937,
- Анатолій Ванєєв 1872—1899,
- Валентин Вологдін 1881—1953,
- Микола Горбунов 1892—1938,
- Сергій Гусєв 1874—1933,
- Петро Запорожець 1873—1905,
- Леонід Красін 1870—1926,
- Гліб Кржижановський 1872—1959,
- Сергій Лазо 1894—1920,
- Людвіг Мартенс 1875—1948,
- Григорій Петров 1892—1918,
- Степан Радченко 1869—1911,
- Михайло Сажин 1845—1934,
- Василь Старков 1869—1925

1978 р. Архітектор Милорадович. Матеріал — мармур.
«Видатні вчені, що працювали в інституті» (в актовій залі):
- Федір Бейльштейн 1838—1906,
- Іван Вишнєградський 1831—1895,
- Герман Гесс 1802—1850,
- Олександр Грінберг 1898—1966,
- Дмитро Коновалов 1856—1929,
- Сергій Лебедєв 1874—1934,
- Дмитро Менделєєв 1834—1907,
- Микола Петров 1836—1920,
- Олександр Порай-Кошиць 1877—1949,
- Олексій Фаворський 1860—1945,
- Лев Чугаєв 1873—1922,
- Дмитро Чернов 1839—1921,
- Олексій Шульяченко 1841—1903,
- Микола Щукін 1848—1924,
- Олександр Яковкін 1860—1936

1978 р. Архітектор Милорадович. Матеріал — мармур.
- меморіальна дошка (у будівлі) Багалу Л. І., «Тут у 1930—1969 роках працював найкрупніший спеціаліст, професор Л. І. Багал». 1978. Мармур.
- меморіальна дошка (Ф-80) Бутлерову О. М., «О. М. Бутлеров. 1828—1886». 1960-ті рр. Метал.
- меморіальна дошка (на будівлі кафедри технології резини) Бизову Б. В., «Тут у 1923—1934 роках працював найвидатніший спеціаліст у галузі хімії й технології каучуку та резини Б. В. Бизов». 1978. Мармур.
- меморіальна дошка (Ф-4) Вариньському Л., «Тут, у Петербурзькому технологічному інституті, у 1874—1875 роках навчався Людвік Вариньський — діяч соціалістичного руху, засновник польської партії „Пролетаріат“ (1882). Загинув у Шліссельбурзькій фортеці у 1889 році». 1989. Архітектор Віра Ісаєва. Граніт.
- меморіальна дошка (в будівлі) Вуколову С. П., «Тут у 1932—1940 роках працював видатний спеціаліст, професор Семен Вуколов». 1978. Мармур.
- меморіальна дошка Горбунову М. П., «Тут, у Технологічному інституті, у 1910—1917 роках навчався Микола Петрович Горбунов, радянський державний діяч, один з організаторів науки, академік». 1984. Архітектор Іванов В. М. Граніт.

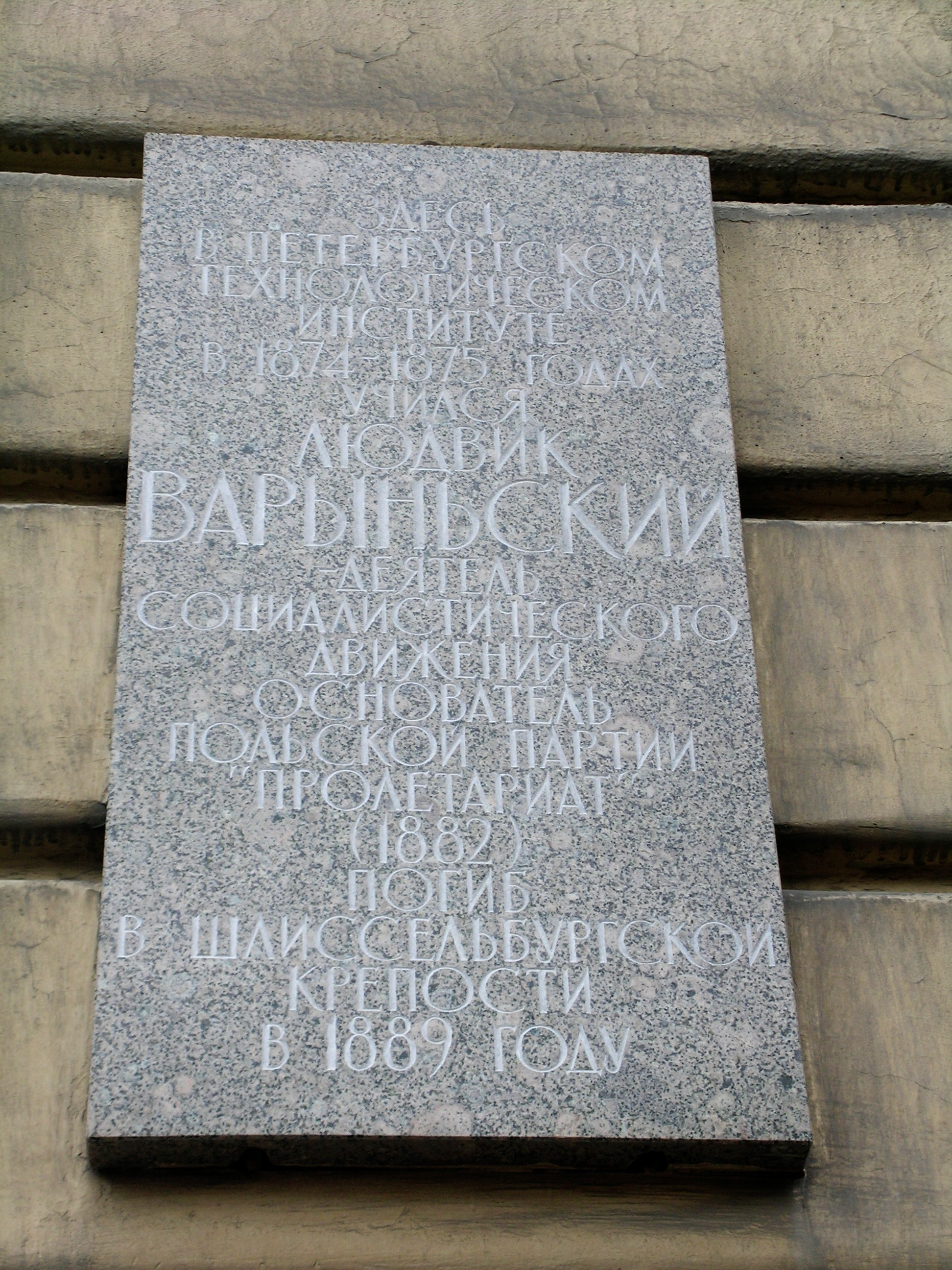
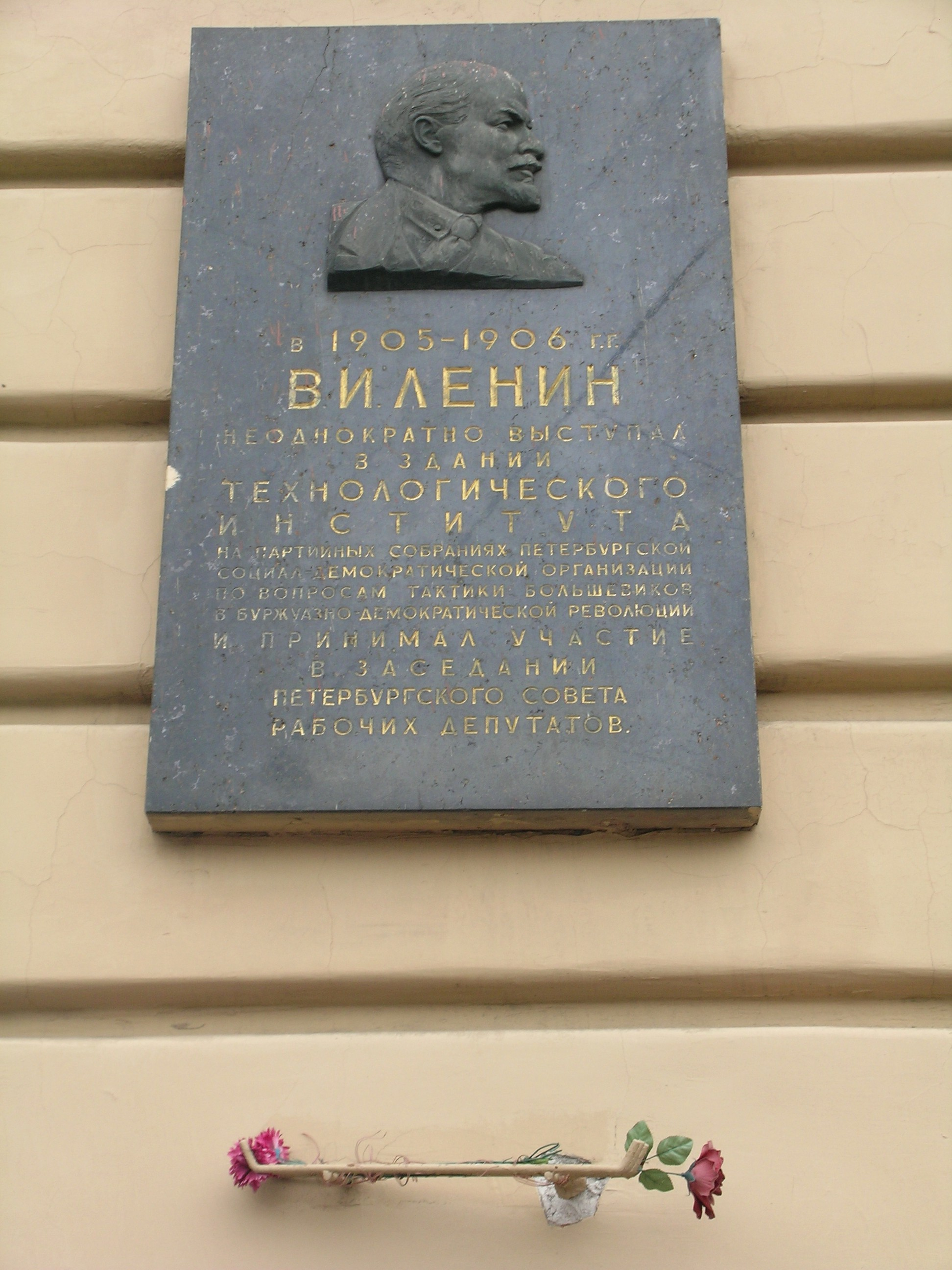
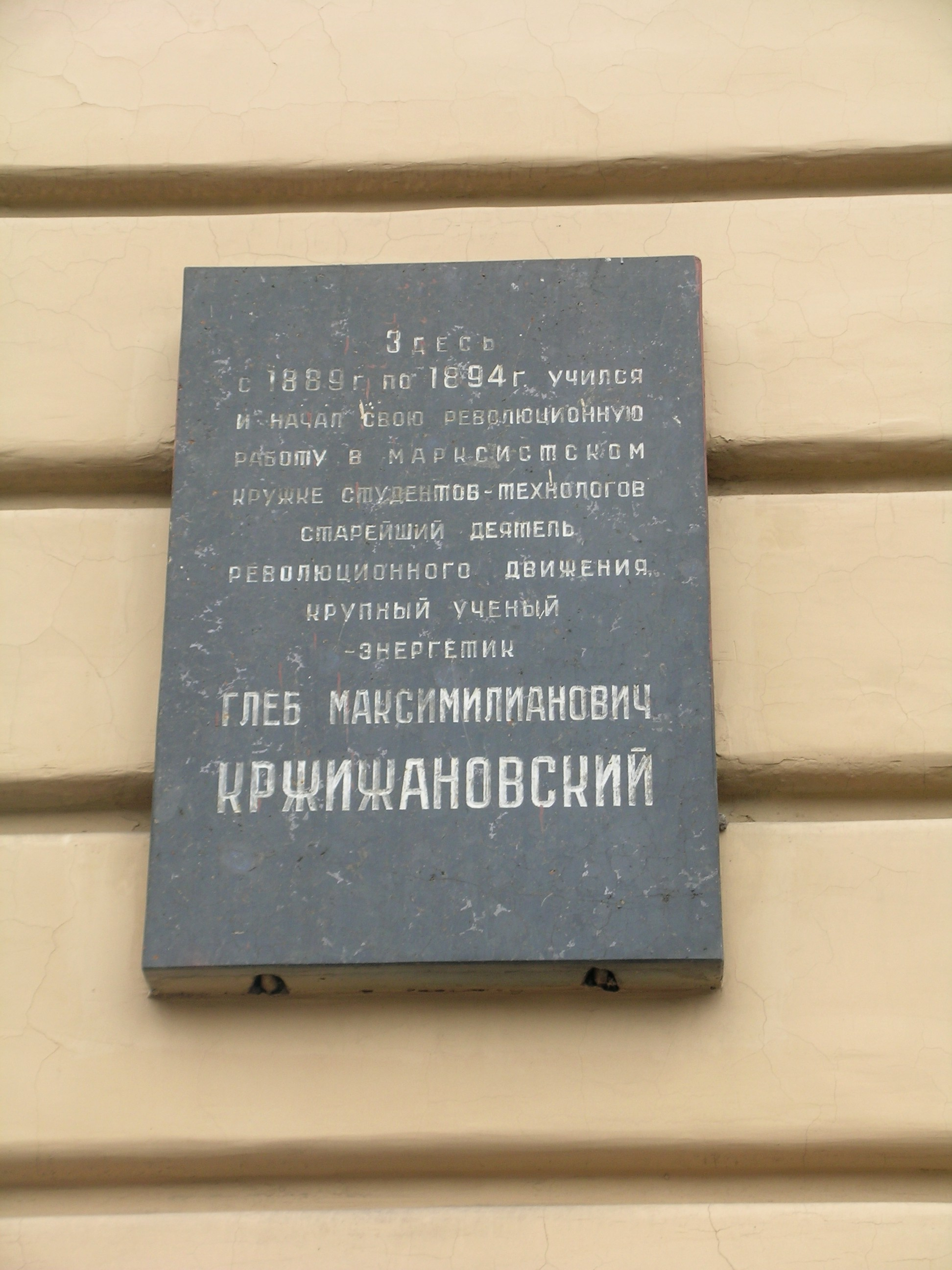
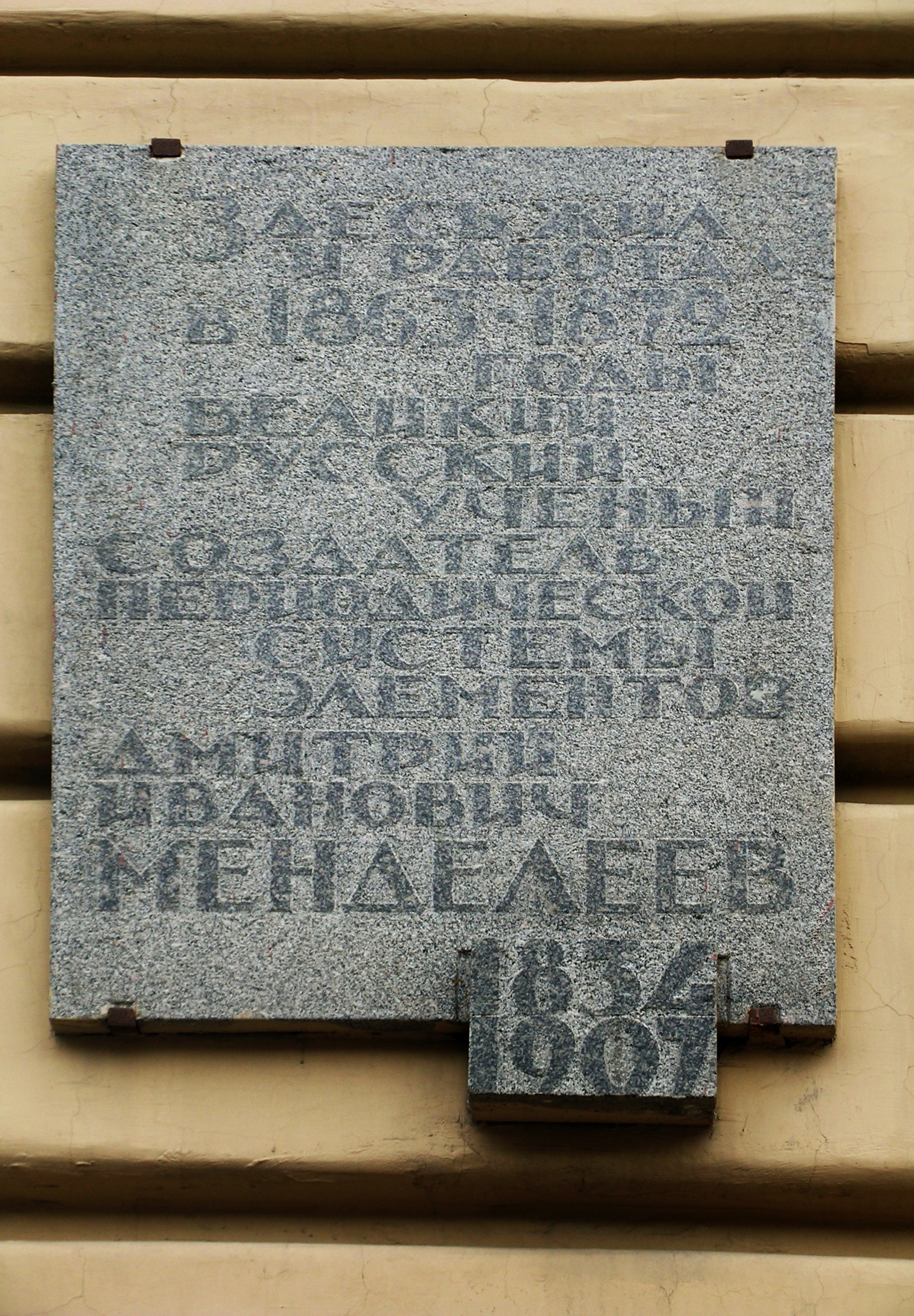

## Архітектура
Територія Технологічного інституту обмежена ділянкою на перетині Заміського й Московського проспектів. Первинно його площа становила приблизно 31800 м². Після Указу про заснування 28 листопада 1828 року почалось зведення спеціальних будівель, й уже до серпня 1831 року був готовий триповерховий головний корпус, житлові будинки та деякі майстерні. Архітектори: Постников, Анерт. До 1834 року завершено будівництво «Гірського будинку», а у 1853 році зведено першу на території інституту Хімічну Лабораторія, у якій працювали Дмитро Менделєєв і Федір Бейльштейн (нині у цій будівлі розташовано кафедру загальної фізики). У той самий час будуються ливарня, житловий дерев'яний будинок, сараї й навіс (арх. Бекман).
Інститут було відкрито 11.10.1831. У 1930 році з боку Московського проспекту було зведено навчальний корпус за проектом Д. Л. Кричевського й О. І. Гегелло.
У 1863—1885 роках будуються Механічна Лабораторія, студентська їдальня у 3 поверхи; формується музей, спальні вихованців, квартири.

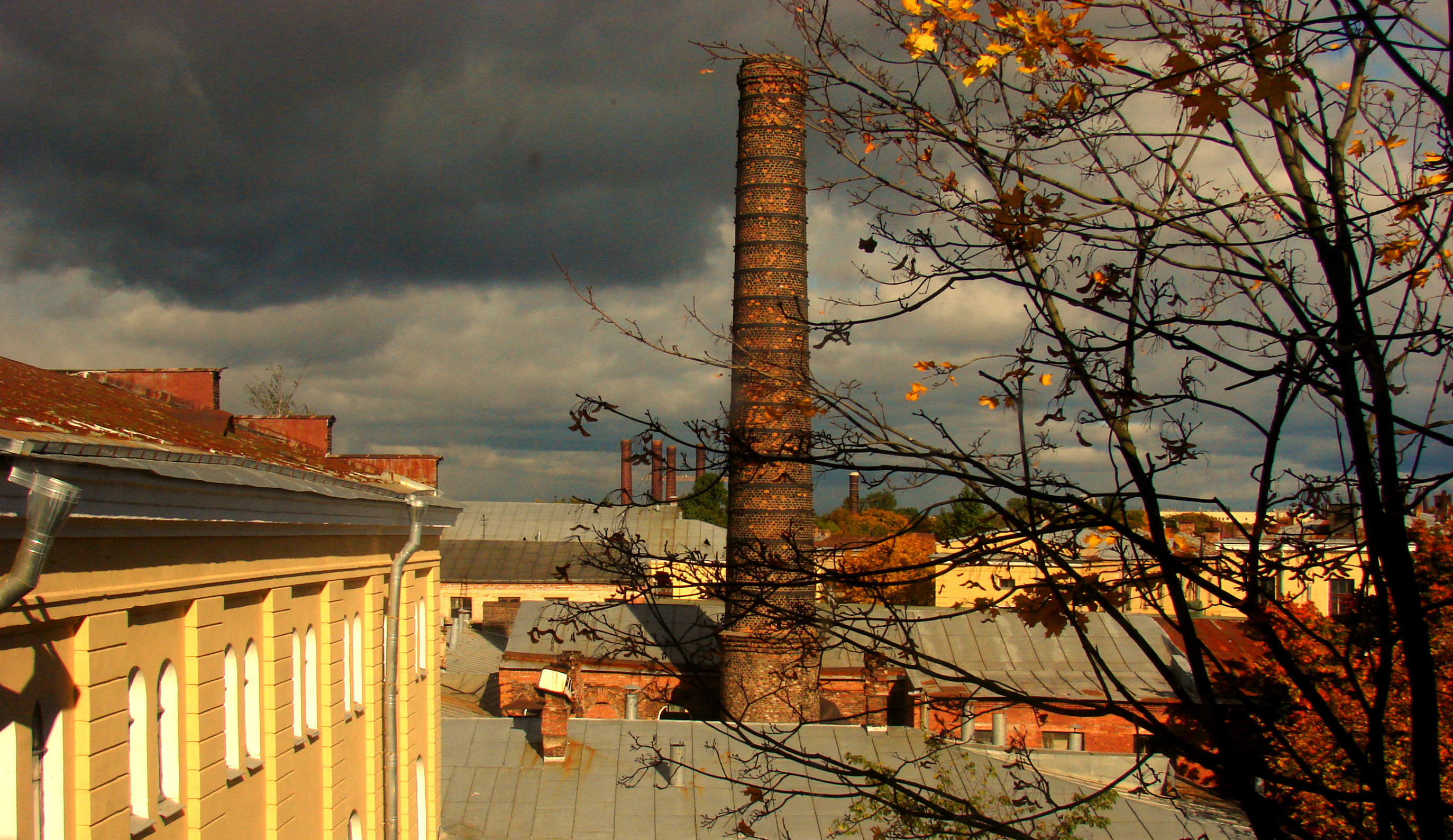
Внутрішній двір

У 1900-х роках, після великої перерви інститут значно розширює свої навчальні приміщення. Докорінним чином перебудовується Головний корпус.
Будівельну комісію очолюють викладачі інституту, цивільні інженери Л. П. Шишко та Максимов. Окрім зазначеного вище в інституті у цей час триває будівництво нових та перебудова старих будівель і лабораторій.
У 1913 році зводяться Інженерно-Механічна й Хіміко-Технічна лабораторії. У зв'язку з початком Першої світової війни інститут змушений будувати нові будівлі у й без того тісних дворах. У 1916 купується нова ділянка.
У 1990 році зводиться шестиповерхова будівля Фундаментальної бібліотеки СПДТІ (ТУ), що є однією з найбільших бібліотек ВНЗ.

## Факультети й відділення
- 1-й факультет: Хімічної технології неорганічних речовин та матеріалів
- 2-й факультет: Тонкого органічного й мікробіологічного синтезу
- 3-й факультет: Інженерно-кібернетичний
- 4-й факультет: Технології органічного синтезу й полімерних матеріалів
- 5-й факультет: Наукомістких технологій
- 6-й факультет: Захисту довкілля
- 7-й факультет: економіки й менеджменту (денне та вечірнє відділення)
- 8-й факультет: Інформатики й управління
- Гуманітарне відділення
- Фізико-математичне відділення[недоступне посилання з квітня 2019]
- Хімічне відділення
- Загальноінженерне відділення
- Факультет підвищення кваліфікації викладачів ВНЗ
- Заочне відділення

### Кафедри
- 1-й факультет: Хімічної технології неорганічних речовин та матеріалів
  - Кафедра технології неорганічних речовин та мінеральних добрив
  - Кафедра технології каталізаторів
  - Кафедра технології скла й загальної технології силікатів
  - Кафедра хімічної технології будівельних та спеціальних зв'язувальних речовин
  - Кафедра хімічної технології високотемпературних матеріалів
  - Кафедра хімічної технології тонкої технічної кераміки
- 2-й факультет: Тонкого органічного й мікробіологічного синтезу
  - Кафедра хімії й технології органічних сполучень азоту
  - Кафедра хімії й технології синтетичних біологічно активних речовин
  - Кафедра хімічної технології органічних барвників та фототропних сполучень
  - Кафедра молекулярної біотехнології
  - Кафедра технології мікробіологічного синтезу
- 3-й факультет: Інженерно-кібернетичний
  - Кафедра обладнання й робототехніки переробки пластмас
  - Кафедра машин та апаратів хімічних виробництв
  - Кафедра оптимізації хімічної та біотехнологічної апаратури
- 4-й факультет: Технології органічного синтезу й полімерних матеріалів
  - Кафедра технології нефто- й вуглехімічних виробництв
  - Кафедра хімічної технології пластмас
  - Кафедра хімічної технології органічних покриттів
  - Кафедра хімії й технології високомолекулярних сполучень
  - Кафедра хімії й технології каучуку та резини
  - Кафедра хімії й технології переробки еластомірів
  - Кафедра технологій збереження ресурсів
- 5-й факультет: Наукомістких технологій
  - Кафедра технології електротермічних та плазмохімічних виробництв
  - Кафедра технології електрохімічних виробництв
  - Кафедра хімічної нанотехнології й матеріалів електронної техніки
  - Кафедра радіаційної технології
  - Кафедра технології рідкісних елементів та наноматеріалів на їхній основі
  - Кафедра високоенергетичних процесів
- 6-й факультет: Захисту довкілля
  - Кафедра інженерного захисту довкілля
  - Кафедра хімічної технології матеріалів та виробів сорбціонної техніки
  - Кафедра інженерної радіоекології та радіохімічної технології
  - Кафедра хімічної енергетики
  - Кафедра забезпечення життєдіяльності й охорони праці
- 7-й факультет: Економіки й менеджменту (денне та вечірнє відділення)
  - Кафедра менеджменту й маркетингу
  - Кафедра економіки й організації виробництва
  - Кафедра управління персоналом та реклами
  - Кафедра фінансів та статистики
  - Кафедра економіки й логістики
- 8-й факультет: Інформатики й управління
  - Кафедра автоматизації процесів хімічної промисловості (АПХП)
  - Кафедра автоматизованих технологічних комплексів та мікропроцесорних систем (АТК та МПС)
  - Кафедра систем автоматизованого проектування (САПР)
  - Кафедра інформаційних систем у хімічній технології (ІСХТ)
- Гуманітарне відділення
  - Кафедра історії Вітчизни, науки та культури
  - Кафедра іноземних мов
  - Секція російської мови (при кафедрі іноземних мов)
  - Кафедра соціології
  - Кафедра фізичного виховання
  - Кафедра філософії
- Фізико-математичне відділення
  - Кафедра вищої математики
  - Кафедра прикладної математики
  - Кафедра математичного моделювання й оптимізації хіміко-технологічних процесів
  - Кафедра загальної фізики
  - Кафедра електротехніки та електроніки
  - Кафедра теоретичної механіки
- Хімічне відділення
  - Кафедра неорганічної хімії
  - Кафедра фізичної хімії
  - Кафедра органічної хімії
  - Кафедра аналітичної хімії
  - Кафедра колоїдної хімії
- Загальноінженерне відділення
  - Кафедра інженерного проектування
  - Кафедра теоретичних основ хімічного машинобудування
  - Кафедра процесів та апаратів
  - Кафедра теоретичних основ матеріалознавства

## Професорсько-викладацький склад
В інституті:
- 28 академіків і членів-кореспондентів російських та міжнародних академій наук
- 10 лауреатів Державних премій та премій Ради Міністрів
- 12 заслужених діячів науки й техніки
- 125 професорів та докторів наук
- 560 доцентів та кандидатів наук
- Понад 5 тис. студентів
- 8 факультетів
- 4 відділення
- 59 кафедр[8]

## Фундаментальна бібліотека
Фундаментальна бібліотека Технологічного інституту — одна з найстаріших хімічних бібліотек у Росії. За 170 років існування вона зібрала у своїх фондах близько мільйона томів. У бібліотеці представлена література з хімії та хімічної технології, фізики, математики, економіки та інших дисциплін.
У 1990 році бібліотека переїхала до нової будівлі, зведеної спеціально для неї у дворі інституту. На шести поверхах бібліотеки розміщено 4 читацьких зали, 5 абонементів, каталоги, книгосховища, службові приміщення.

## Газета «Технолог»
Газета Санкт-Петербурзького державного технологічного інституту (технічного університету)
Виходить з жовтня 1926 року.

## Відомі випускники
- Сокович Євген Олександрович (*1864 — †1946 рр.) — міністр (залізничних) шляхів уряду УНР.
- Семен Альтов (нар. 1945) — радянський та російський письменник-сатирик
- Мамед Гасан Гаджинський (1875—1931) — азербайджанський державний діяч, перший міністр закордонних справ, п'ятий міністр внутрішніх справ, третій голова Ради Міністрів Азербайджанської Демократичної Республіки
- Борис Гальоркін (1871—1945), Інженер-генерал-лейтенант, академік, доктор математики й технічних наук (автор теорії пружності пластин)
- Володимир Зворикін (1889—1982) — російський інженер, один з винахідників сучасного телебачення
- Абрам Іоффе (1880—1960) — видатний фізик, «батько» радянської фізики
- Гліб Кржижановський (1872—1959) — інженер-енергетик, діяч більшовицького руху
- Броніслав Малаховський (1867—1934) — російський інженер, автор паровоза серії С, одного з найкращих російських кур'єрських локомотивів, що подолав швидкісний рубіж 100 км/год
- Гурій Петровський (1931—2005) — російський фізико-хімік, спеціаліст у галузі технології оптичного та спеціального скла, академік Російської академії наук
- Олександр Порай-Кошиц (1877—1949), академік, хімік-органік
- Сергій Прокудін-Горський (1863—1944) — фотограф, піонер кольорової фотографії.
- Сергій Розанов (1840—1870) — російський ботанік
- Густав Тринклер (1876—1957) — російський інженер, один з винахідників сучасного дизельного двигуна
- Михайло Троїцький (1880—?) — ректор Донського політехнічного інституту

## Відомі викладачі
- Аксель Гадолін (1828—1892), Генерал від артилерії, академік, професор кристалохімії та мінералогії, заслужений професор Михайлівської Артилерійської Академії

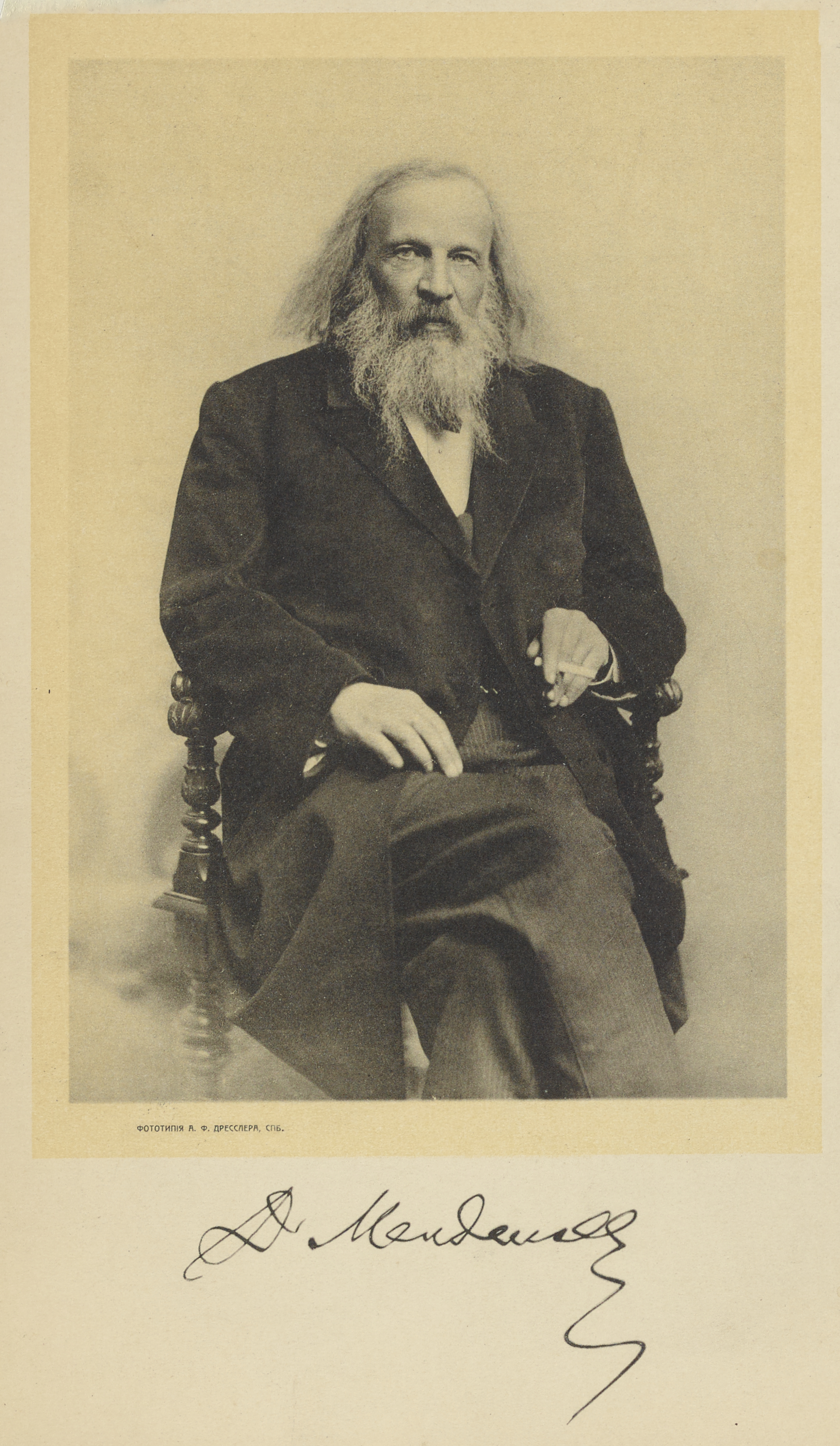
Дмитро Менделєєв

- Генріх Войницький (1833—1905?), інженер-генерал, професор Миколаївської Інженерної Академії та Технологічного інституту, спеціаліст із вентиляції та опалення, архітектор
- Герман Паукер (1822—1889), інженер-генерал-лейтенант, інженер-будівельник, Міністр шляхів сполучення
- Ілля Чайковський (1795—1880), інженер-генерал-майор, гірничий інженер, батько Петра Ілліча Чайковського
- Олексій Шуляченко (1841—1903), інженер-генерал-майор, «батько» російського цементу, професор хімії, дослідник нітросполук, сполук кремнію, вибухових речовин, матеріалів будівельної хімії, заслужений професор Миколаївської інженерної Академії
- Віктор Кирпічов(1844—1913), таємний радник (повний статський генерал), професор Технологічного інституту з прикладної механіки. Читав курси опору будівельних матеріалів, вантажопідйомних машин та побудови деталей машин, керував проектами з механіки. Засновник і перший ректор Харківського технологічного інституту й Київського політехнічного інституту. З 1903 року — професор ТІ та Політехнічного інституту.
- Дмитро Менделєєв (1834—1907) — вчений та громадський діяч світового рівня. Член-кореспондент Імператорської Санкт-Петербурзької Академії наук, член багатьох Європейських Академій наук, професор Санкт-Петербурзького університету з хімічної технології та загальної хімії, енциклопедист: хімік, фізик, метролог, економіст, технолог, геолог, метеоролог, педагог, повітроплавець, мандрівник, інженер, приладобудівник, філософ й футуролог. Один із засновників Російського фізико-хімічного товариства. Керував хімічною лабораторією у Технологічному інституті у 1863—1866 роках, викладав органічну хімію до 1872 року; одночасно викладав у Миколаївських інженерних Академії та Училищі, в інституті корпусу інженерів шляхів сполучення.
- Крупський Олександр Кирилович (*1845—†1911) — хімік-технолог.
- Дмитро Коновалов — професор, викладав у 1916—1918 роках
- Олексій Степанов (1866—1937), автор «Основ теорії ламп».
- Федір Бейльштейн — професор, керував хімічною лабораторією з 1866 року.
- Борис Розінг — викладав в інституті з 1892 року.
- Олександр Порай-Кошиц (1877—1949), академік, ординарний професор (1917) за спеціальністю «Хімія і технологія фарбуючих та волокнистих речовин». Автор анілінофарбової промисловості у Росії. Один із авторів Російського інституту прикладної хімії (1919).
- Микола Качалов (1883, Санкт-Петербург — 1961, Ленінград) — видатний хімік-технолог, спеціаліст у галузі оптичного скла, один з перших російських розробників технології його варки та засновник теорії його холодної обробки (шліфування та полірування), організатор науки та виробництва, організатор художнього склоробства. Лауреат Сталінської премії другого ступеня (1947), член-кореспондент АН СРСР (1933).
- Михайло Шульц (1919—2006) — фізикохімік, директор Інституту хімії силікатів (1972—1998), дійсний член АН СРСР (1979, з 1991 — РАН), Герой Соціалістичної Праці (1991), почесний професор Технологічного інституту (1998), де викладав наприкінці XX — початку XXI століття.

## Коти
На території Технологічного інституту мешкає безліч котів, яких доглядають співробітники вишу. Поблизу вахтерської будки знаходиться ящик із написом «на корм котам», до якого кожен може кинути гроші.

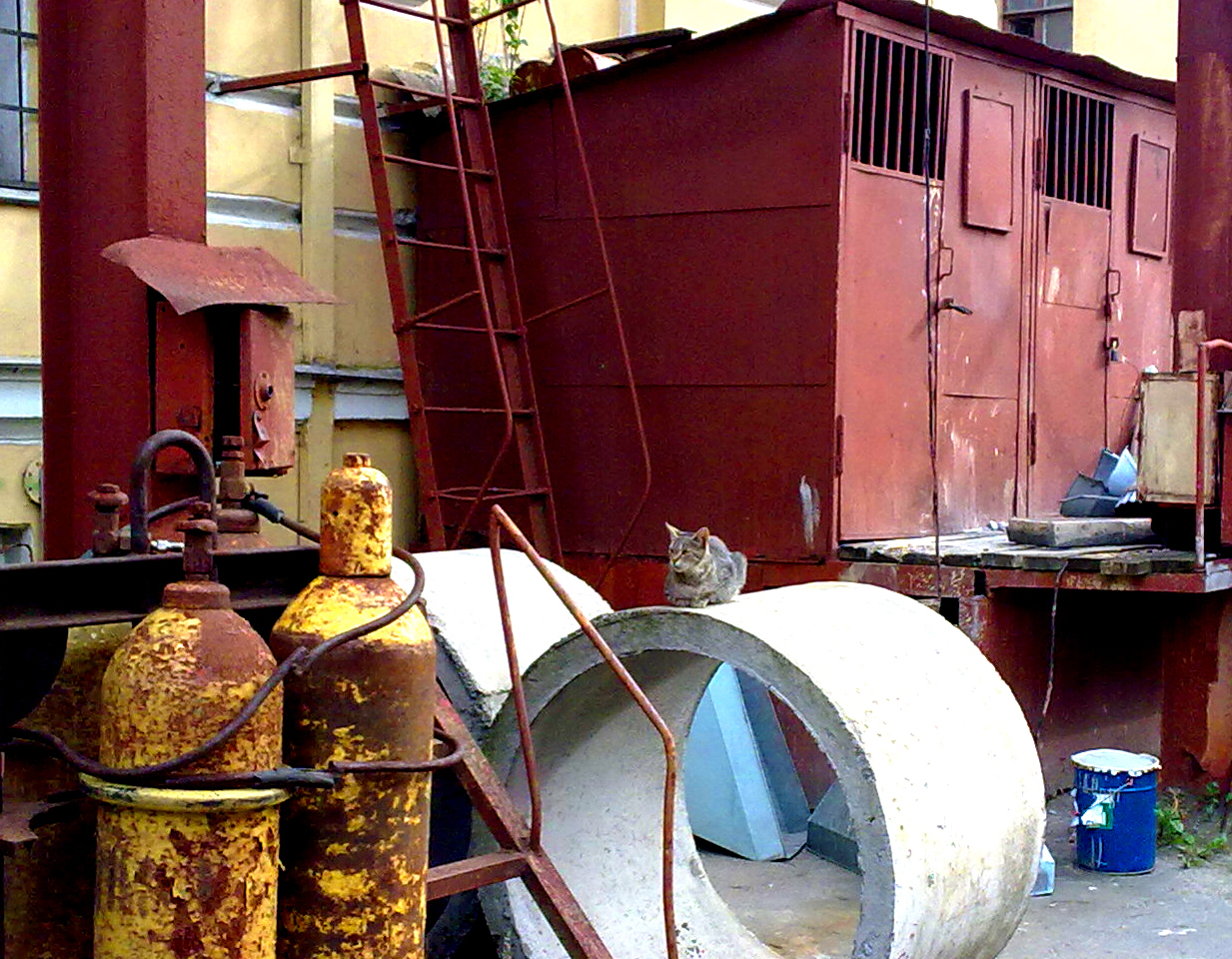
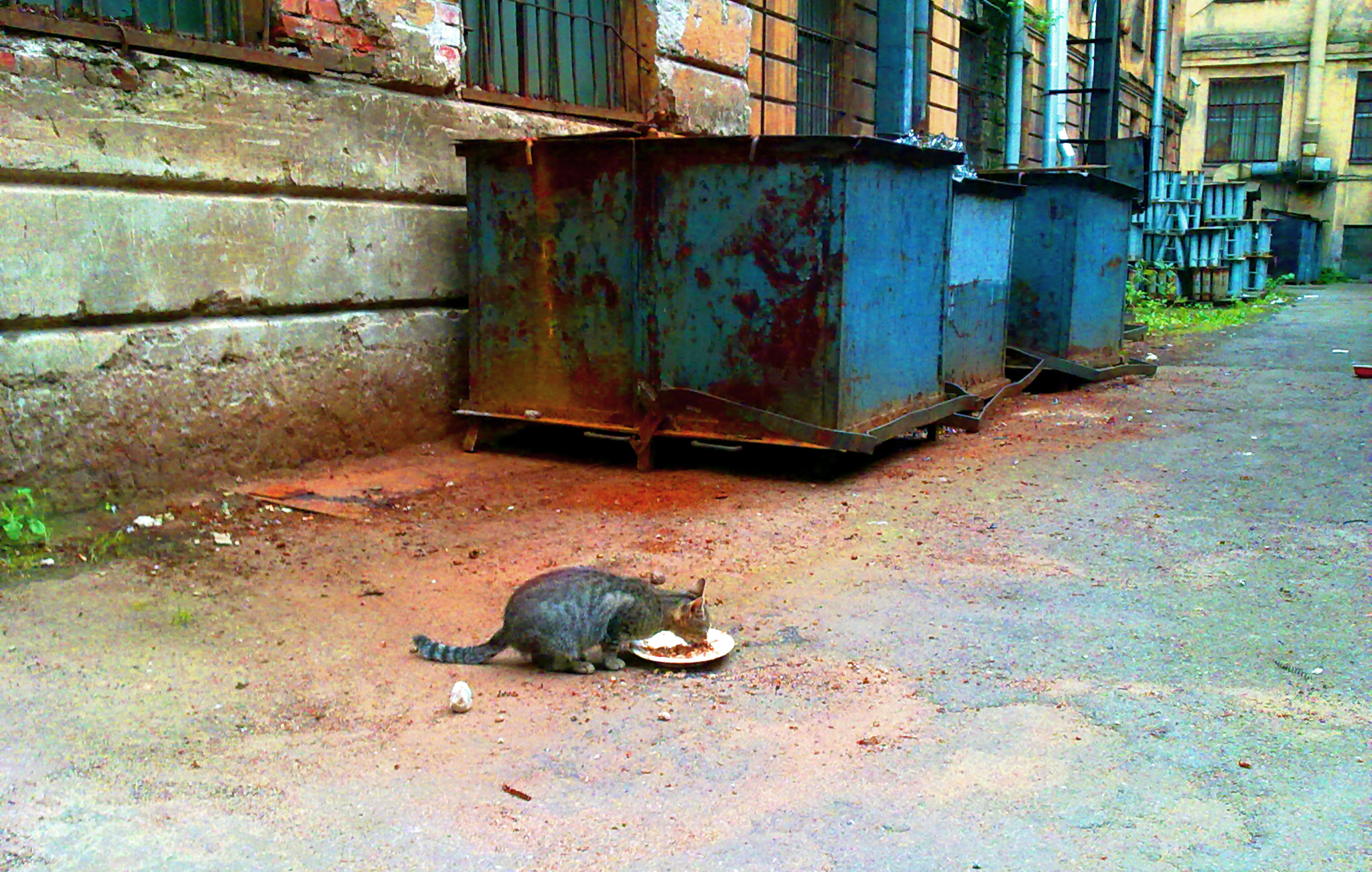
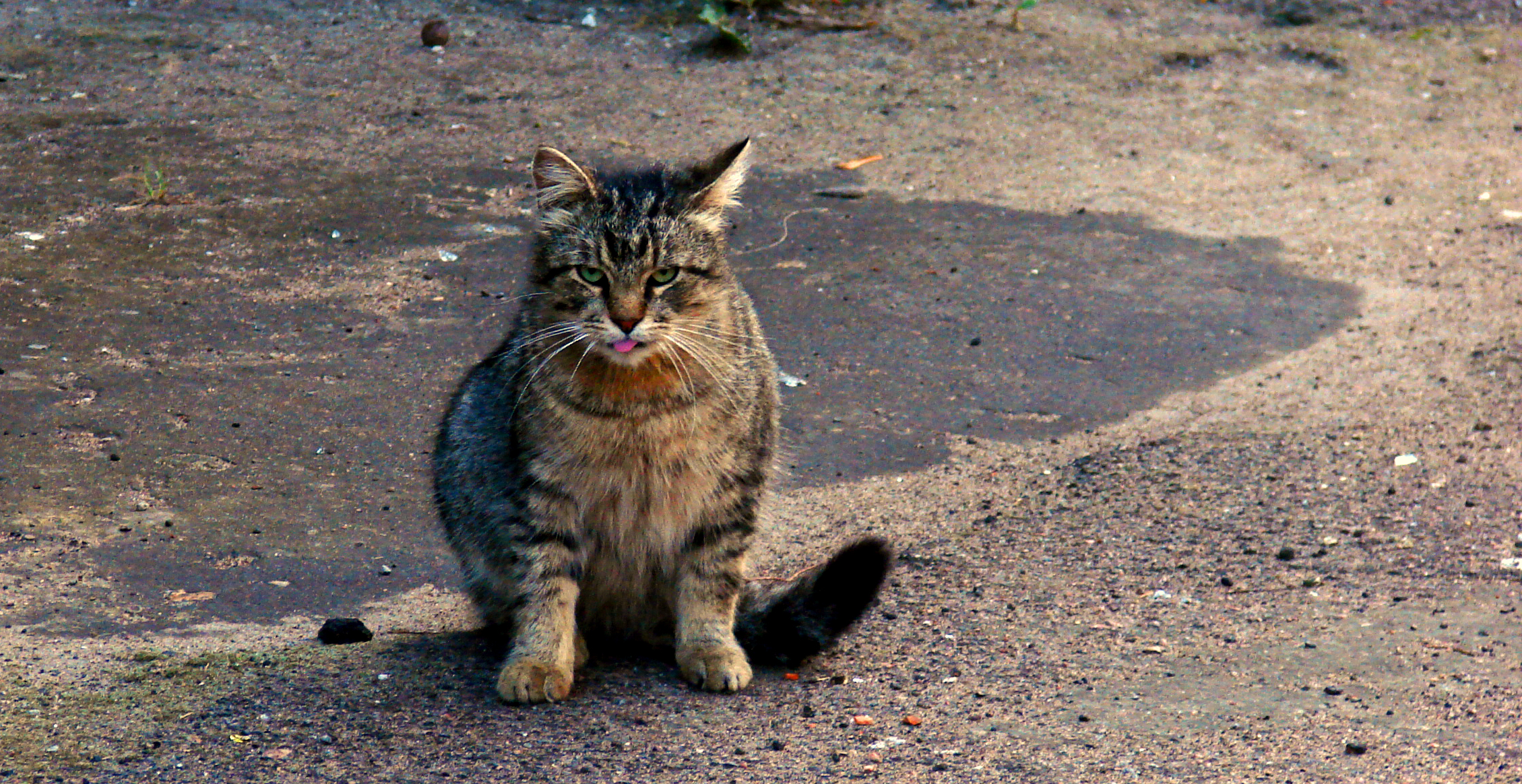
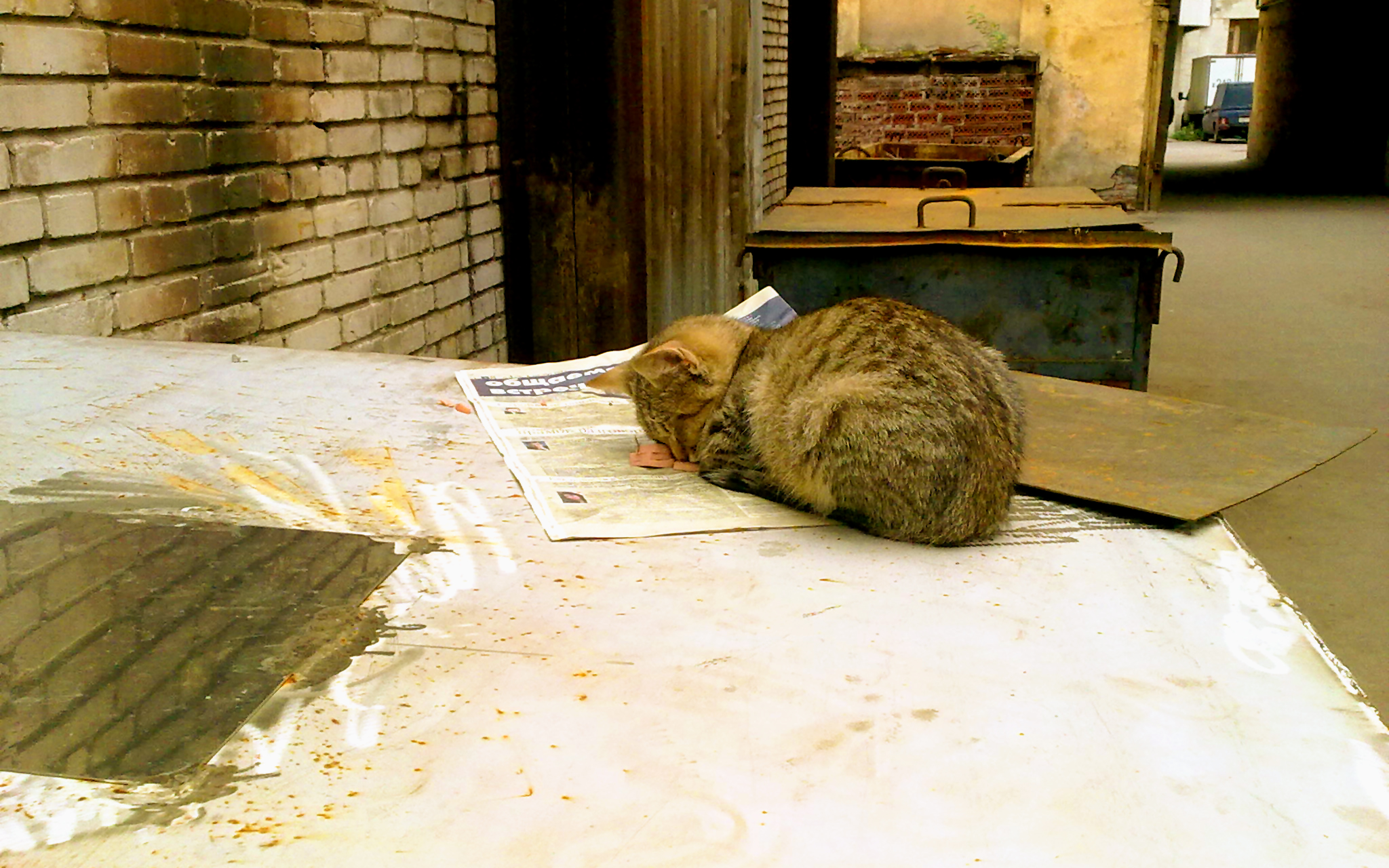